# Krzysztof Świerkosz
Krzysztof Świerkosz (ur. 1966 we Wrocławiu) – polski poeta, krytyk literacki. 
W latach 1986–1989 redagował pismo „Konfrontacje studenckie”, 1987-1989 prowadził również kolumnę literacką „Jeszcze młodsza generacja” w młodzieżowym dwutygodniku „Iglica”. W tym samych czasie był wrocławskim korespondentem „Pisma Młodej Inteligencji Enigma”. Razem z Beatą Pawłowicz, współtwórcą grupy literackiej „Sans - gene” napisał poemat Posokowy epos wystawiany we Wrocławiu w latach 1986-1989. W 1990 wspólnie ogłosili tom wierszy Dwoje nieznajomych w nadfioletowej twierdzy życia, będący potwierdzeniem ich manifestu artystycznego. Odnotowany w monografiach „Macie swoich poetów. Liryka polska urodzona po 1960 roku” oraz „Parnas Bis. Słownik literatury polskiej urodzonej po 1960 roku”. Następny tom, „Obieżyświat” opublikował dopiero w roku 2009, nakładem oficyny „Liberum Arbitrium”. Obecnie udziela się w piśmie OPT Helikopter.